# Lowe-Gletscher
Der Lowe-Gletscher ist ein 11 km langer Gletscher in der antarktischen Ross Dependency. In der Queen Elizabeth Range fließt er von einem gemeinsamen Bergsattel mit dem Prince-of-Wales-Gletscher 3 km östlich des Mount Gregory in südlicher Richtung und mündet in den Prinzessin-Anne-Gletscher.
Eine Mannschaft, die zwischen 1964 und 1965 im Rahmen der New Zealand Geological Survey Antarctic Expedition in der Holyoake Range, in der Cobham Range und in der Queen Elizabeth Range tätig war, benannte ihn nach David Reginald Cecil Lowe, der dieser Mannschaft angehört hatte.